# Augustin Féron
Pour les articles homonymes, voir Féron (homonymie).
Augustin Féron est un homme politique français né le 22 juin 1845 à Rouen (Seine-Inférieure) et décédé le 3 mars 1923 à Essonnes (Seine-et-Oise).
Pharmacien à Suresnes, il est conseiller général du canton de Puteaux de 1896 à 1904 et député de la Seine de 1902 à 1910, inscrit au groupe radical-socialiste.

## Sources
- « Augustin Féron », dans le Dictionnaire des parlementaires français (1889-1940), sous la direction de Jean Jolly, PUF, 1960 [détail de l’édition]